# 許坤華
許坤華（1961年5月—），香港企业家。也是十友控股(0033.HK)創辦人和前董事。

## 生平
許坤華在創辦十友控股之前，在1980年畢業於拔萃男書院後，讀上香港理工大學，直至1984年畢業，畢業後，他加入安達信（受美國安然事件已倒閉）已達至5年。1987年起為英國特許公認會計師公會、香港會計師公會會員、執業會計師兼英格蘭及威爾斯特許會計師公會會員。1995年獲香港大學頒授工商管理碩士學位。

## 創業轉捩點
1996年，他創立十友控股，主要向美國一元店提供設計商品，因此銷售強勁。2000年，他成功邀請吳志民先生加入董事局；2001年，因為要面對911事件問題，在萬聖節時日，於是他們隨時應變，快速將美國國旗運去美國，迎合市場需求，故此在美國銷售強勁；2005年，他再向黃國定先生加入董事局。
2007年1月，他成功帶領把十友控股於香港交易所主板上市。

## 馬主生涯
許坤華和妻子葉思貝、好友凌志昌、劉學倫是香港賽馬會的會員，名下馬匹（包括個人名下和他曾參與的馬主團體：故園情團體、AA84團體、暗飛聲團體、劍重逢團體、劍追風團體、拔萃78之友團體、拔萃舊生團體、香港愛馬女士協會團體、入得廚房團體、會心微笑團體、剛剛好團體）包括凌雲木、荊山玉、夜光杯、故園情、劍追風（SILLY BOY）、碧紗籠、華劍寶、劍飛聲、劍十三、暗飛聲、劍如虹、劍無情（CRAZY BUDDIES）、劍凌雲、劍斷浪、劍無名（FIONESAY）、劍驚雲、劍聶風、劍二十、愛馬劍、劍追風（MY ALLY）、邊個邊個、劍追聲、任我行（原名「牧童」）、嘜誰嘜誰、無心睡眠、劍在九天、劍飛天、讓愛高飛、熱辣辣、為您鍾情、當年情、火雲神劍、愛馬善、英雄本色、整蠱專家、有誰共鳴（原名「長跑好手」）、劍無情（HE WAS ME）、劍無名（HE WAS YOU）、L097等等。

## 學歷
- 香港理工大學
- 香港大學工商管理碩士學位

## 相關連結
- 「 一 元 店 」 十 友 下 月 掛 牌[]
- 十友上市推介搞鬼 （页面存档备份，存于）